# پورت (اکلاهما)
پورت (به انگلیسی: Port) یک منطقهٔ مسکونی در ایالات متحده آمریکا است که در شهرستان وشیتا، اکلاهما واقع شده‌است.